# Elizabeth Mosquera
Ana Elizabeth Mosquera Gómez es una modelo venezolana nacida el 16 de marzo de 1991 en Valera, Estado Trujillo, Venezuela. Representó en el Miss Venezuela 2009 al estado Trujillo, donde se consagró como Miss Venezuela Internacional 2009.
Como Miss Venezuela Internacional 2009, obtuvo el derecho de representar a Venezuela en la quincuagésima edición de Miss Internacional 2010, en Chengdu, China, logrando alzarse con la corona. Es la segunda mujer de color que gana el concurso Miss Internacional. Eventualmente aparece en la televisión venezolana y trabaja en asuntos humanitarios y benéficos con la Organización Cisneros. A su llegada a Venezuela se le rindió un gran homenaje en Súper Sábado Sensacionall de Venevisión, reuniendo las conductoras de televisión Daniela Di Giacomo y Alejandrina "Nina" Sicilia Hernández, la venezolana obtuvo el sexto título de belleza internacional para Venezuela. Mosquera ha realizado varias entrevistas a diferentes medios de comunicación.
Mosquera concursó en el Reinado Internacional del Café en Colombia, donde quedó de tercera finalista. Mosquera estaba estudiando Ingeniería civil en la Universidad del Zulia de Maracaibo.
En agosto de 2014, se convirtió en madre de una niña, la cual lleva por nombre: Virginia Emilia. Actualmente reside en Utah, Estados Unidos  donde trabaja como modelo y actriz. 
| Predecesor: Anagabriela Espinoza | Miss Internacional 2010                     | Sucesor: María Fernanda Cornejo |
| Predecesor: Laksmi Rodríguez     | Miss Venezuela Internacional 2009           | Sucesor: Jessica Barboza        |
| Predecesor: Stefanía Fernández   | Miss Trujillo 2009                          | Sucesor: Jéssica Ibarra         |
| Predecesor: Natasha Domínguez    | Reina Internacional del Café Venezuela 2010 | Sucesor: Ángela Ruiz            |

- Datos: Q1937164